# Used (Zaragoza)
Used (aragónul Fuset) egy község Spanyolországban,  Zaragoza tartományban. Used La Yunta, Torralba de los Frailes, Cubel, Atea, Orcajo, Balconchán, Santed, Gallocanta, Las Cuerlas és Odón községekkel határos. Lakosainak száma 260 fő (2024).

## Népesség
A település népessége az utóbbi években az alábbiak szerint változott:
| Lakosok száma | 376  | 350  | 360  | 342  | 304  | 294  | 276  | 269  | 269  | 260  |
|               | 2001 | 2004 | 2007 | 2009 | 2012 | 2014 | 2017 | 2019 | 2022 | 2024 |